# أبو السعود ابن أبي العشائر
أبو السعود ابن أبي العشائر بن شعبان؛ الولي الكبير العارف الزاهد العقيلي القرشي الواسطي المصري، المُلقب بالمُربِّي، صاحب الطريقة العشائرية، وأقواله كثيرة في الأخلاق وتربية المُريدين، وكان له رسائل إلى إخوانه من باب النصح والوعظ، يصف فيها أصول الطريق وآداب التصوف. وكان مولده في واسط في العراق، ووفاته بالقاهرة سنة (644 هـ) حيث دُفن في القرافة الصغرى.

## سيرته
أبو السعود بن أبي العشائر بن شعبان بن الطيب الباذِبيني. مولده كان في باذبين وهو بلد بالقرب من واسط العراق. يُقال له شيخ الفقراء السعودية، والمصري الزاهد. وكان صاحب عبادة وزهد وأحوال، وكان له بالقرافة أتباع ومريدون. وهو شيخ الخرقة السعودية بالقاهرة المعزية. "أصله من قرية قرب واسط، نشأ بها فلازم العبادة، ولازم على مخالفة العادة، حتى قهر هوى النفس، وأطاق عناده، وغالب شيطانه إلى أن أصلح فساده، وبلغ ما أمَّ له وأمله، ورأس في طرق الصوفية حتى زينه وجمله." وكان الملك الظاهر يعظمه، وينزل إليه، ويحترمه، ويقعد على ركبتيه بين يديه كالعبد المملوك، مع كونه من أعظم الملوك. ذكره المنذري في معجم شيوخه، وأثنى عليه، وكان من أوسع الأولياء دائرة في السلوك.

### طريقته وتأديبه
يرى ابن أبي العشائر إنَّ الأخلاق الشريفة كلها تنشأ من القلوب، والأخلاق الذميمة كلها تنشأ من النفوس، فالصادق في الصُّلب يشرع في رياضة نفسه وطهارة قلبه حتى تتبدل أخلاقه، فيبدل الشك بالتصديق، والشرك بالتوحيد، والمنازعة بالتسليم، والسخط والاعتراض بالرضا والتفويض، والغفلة بالمراقبة، والتفرقة بالجمعية، والغلظة باللين واللطف، ورؤية عيوب الناس بالغض عنها ورؤية المحاسن، والقسوة بالرحمة.
ويرى أنَّ على السالك أن يجعل كتابه قلبه، وصلاح القلب في التوحيد والصدق، وفساده في الشرك والرياء، وعلامة صدق التوحيد شهود واحد ليس معه ثان، مع عدم الخوف والرجاء إلَّا من الله تعالى، وأمَّا الصدق فهو التجرد عن الكلّ، ومحو كلّ ذات ظهرت، وفقد كلٍّ صفة بطنت. وعلى السالك إذا رأى من نفسه خلقًا سيئًا من كبْرٍ أو شرك أن يُدخل نفسه في ضد ما دعت إليه، ثم يُقبل على ذكر الله حتى تضعف أخلاق نفسه.
وإنَّ للطريقة أربعة أصولٍ هي التي ينبغي على المريد أن يبني أمره: أولها أن يشغل لسانه مع حضور القلب بالذِّكر، وثانيها قسْرُ القلب على المراقبة، وثالثها مخالفة النفس والهوى، ورابعها تصفية اللقمة لعبوديته. وهو لا يوق بالجوع، ولا بالفقر والانقطاع عن الدنيا، ولكن ما يهمه هو أكل الحلال، إذ يقول: إنَّ أكل الحلال، أو تصفية اللقمة بحسب تعبيره، هي القطب، وبها تزكو الجوارح.
وكان يبرر مخالفته المعهود في التصوف: بأن النفس ينبغي أن تُعطى حظها من المأكل والمشرب، وأن تُمنع في نفس الوقت عمَّا يُطغيها منه، لأنَّها أمانة الله عند العبد، ومطيته التي يسير عليها، فظُلمها كظلم الغير بل هو أشد، لما ورد في خلود قاتل نفسه دون قاتل غيره، إلَّا أن النفس من جهة أخرى لا ينبغي مطاوعتها على هواها، والنفس إذا استولت على القلوب أسَرتها وصارت الولاية لها، ومع ذلك فالسالك يجب أن لا يشتغل بالكلية بمقاومة نفسه، فإنَّ مَن اشتغل بمقاومتها أوقفته، ومن أهملها ركبته، بل يخدعها بأن يُعطيها راحة دون راحة، ثم ينتقل إلى أقل من ذلك؛ ومن قاومها وصار خصمها شغلته، ومن أخذها بالخدع ولم يتابع هواها تبعته.

### بعض من أقواله
من أقواله:
- المُريد الصادق في سلوكه كتابه قلبه.
- لا يستقيم ظاهر إلَّا بباطن، كما لا يسلم لأحد باطن إلَّا بظاهر.
- لا تأمن الغش ممن يغش نفسه، ولا ينصحك من لم ينصح نفسه.
- مَن ذكرك بالدنيا ففر منه، ومَن كان سببًا لغفلتك عن ربك فأعرض عنه.
- إنَّ الإكسير الذي يقلب عين العبد ذهبًا خالصًا هو الإكثار من ذكر الله.[7]